# NGC 4923
NGC 4923 ist eine 13,7 mag helle linsenförmige Galaxie vom Hubble-Typ E-SB0 im Sternbild Haar der Berenike, die etwa 246 Millionen Lichtjahre von der Milchstraße entfernt ist.
Sie gehört zum Coma-Galaxienhaufen und wurde am 11. April 1785 von Wilhelm Herschel mit einem 18,7-Zoll-Spiegelteleskop entdeckt, der dabei „Three. The two following are pretty near each other. The sp about 8′ distant“ notierte. Die anderen beiden Objekte sind NGC 4911 und NGC 4921; ein viertes Objekt dieser Gruppe, NGC 4919, wurde erst 1864 von Heinrich Louis d’Arrest entdeckt.